# Krista Allen
Krista Allen (Ventura, Ventura megye, Kalifornia, 1971./ 1972. április 5.) amerikai fotomodell, színésznő.

## Életpályája
Portugál és ír felmenőktől származik. A texasi Houstonban nőtt fel, a helyi Austin Community College iskoláján végzett. A végzés után Austinban élt, óvónőként kezdett dolgozni. Később jóga oktatói képesítést is szerzett.
1994-ben debütált Az új Emmanuelle (Emmanuelle in Space) amerikai gyártmányú hétrészes erotikus filmsorozat címszerepében. Ez a sorozat is az Emmanuelle-franchise karaktereit, stílusát, szellemiségét és cselekményének elemeit használja, amely – más hasonló „utángyártott” spin-off filmsorozatokhoz hasonlóan – Emmanuelle Arsan eredeti Emmanuelle-regényének alapötletére épült. A szoftpornó műfajába sorolt filmek, melyeket különböző rendezők készítettek, ezúttal a világűrben játszódnak, ezekben Sylvia Kristel, az eredeti Emmanuelle-filmek címszereplője már nem jelenik meg. 
Ezután több amerikai televíziós sorozatban is szerepelt, 1996-ban a Egy rém rendes család sorozat több epizódjában, 1996-1999 között a Ármány és szenvedély (Days of Our Lives) c. szappanoperában Billie Reed szerepében. 
1997-ben Russell Solberg rendező Raven (Raven Team) c. akciófilmjében Allen már súlyponti szerepet kapott Burt Reynolds oldalán. 2001-ben Michael Miller A kocka fordul egyet c. thriller-drámájában főszerepet (Syd Deshaye)-t alakította. 2001-ben az Óvakodj a szöszitől! (Totally Blonde) c. vígjátékben is megkapta a főszerepet, Meg Peterset. 2000–2001-ben a Baywatchban alakította Jenna Avid szerepét. 2000–2001-ben a CSI: A helyszínelők sorozatban, 2002-ben a Smallville tévésorozat egy epizódjában, és 2001-ben a Bűbájos boszorkák (Charmed) sorozat néhány epizódjában jelent meg. 2006-2007 között a Miért pont Brian? (What About Brian) sorozatban játszott.
2002-ben a George Clooney által rendezett Egy veszedelmes elme vallomásai (Confessions of a Dangerous Mind) c. filmdrámában Drew Barrymore, George Clooney és Julia Roberts mellett kisebb szerepben jelent meg. Peter Segal rendező 2003-as Ki nevel a végén? c. vígjátékban Adam Sandler, Jack Nicholson és Marisa Tomei mellett tűnt fel. 2005-ben John Gulager rendező A dög (Feast) c. horror-komédiájában az egyik főbb szerepet kapta. 2017-ben a Michael Feifer rendező Egy anya bosszújának a főszereplője volt.
1996-ban hozzáment Justin Moritt producerhez, 1997-ben egy fiuk született, 1999-ben elváltak. 2004–2006 között, és 2008-ban is George Clooney élettársa volt. 2012–2012 között Mams Taylor iráni-brit zenész felesége volt. 2015 óta Nathan Fillion kanadai színésszel él (2020).

## Filmográfia

### Film
| Év   | Magyar cím                                  | Eredeti cím                                   | Szerep             | Magyar hangja   |
| ---- | ------------------------------------------- | --------------------------------------------- | ------------------ | --------------- |
| 1994 | Az új Emmanuelle: A galaxis királynője      | Emmanuelle in Space                           | Emmanuelle         |                 |
| 1994 | Az új Emmanuelle: A vágyak virtuális világa | Emmanuelle: A World of Desire                 | Emmanuelle         |                 |
| 1994 | Az új Emmanuelle: A szerelem leckéje        | Emmanuelle 3: A Lesson in Love                | Emmanuelle         |                 |
| 1994 | Az új Emmanuelle: Eltitkolt fantáziák       | Emmanuelle 4: Concealed Fantasy               | Emmanuelle         |                 |
| 1994 | Az új Emmanuelle: Az álmodozás ideje        | Emmanuelle 5: A Time to Dream                 | Emmanuelle         |                 |
| 1994 | Az új Emmanuelle: Utolsó gyönyörök          | Emmanuelle 6: One Final Fling                 | Emmanuelle         |                 |
| 1994 | Az új Emmanuelle: Mi a szerelem?            | Emmanuelle 7: The Meaning of Love             | Emmanuelle         |                 |
| 1997 | Hanta boy                                   | Liar Liar                                     | nő a liftben       | Biró Anikó      |
| 2000 | Sunset Strip – A jövő útja                  | Sunset Strip                                  | Jennifer           |                 |
| 2001 | Óvakodj a szöszitől!                        | Totally Blonde                                | Meg Peters         |                 |
| 2002 | Egy veszedelmes elme vallomásai             | Confessions of a Dangerous Mind               | csinos nő          |                 |
| 2003 | Ki nevel a végén?                           | Anger Management                              | Stacy              | Létay Dóra      |
| 2003 | A felejtés bére                             | Paycheck                                      | hologram-nő        |                 |
| 2004 | Pofa be és csókolj!                         | Shut Up and Kiss Me!                          | Tiara Benedette    | Zsigmond Tamara |
| 2004 |                                             | Tony 'n' Tina's Wedding                       | Maddy              |                 |
| 2004 |                                             | Meet Market                                   | Lucinda            |                 |
| 2005 | A dög                                       | Feast                                         | Tuffy              | Ruttkay Laura   |
| 2007 |                                             | The Third Nail                                | Hannah             |                 |
| 2007 |                                             | Business Class                                | Lori               |                 |
| 2009 |                                             | Alien Presence                                | Waymar             |                 |
| 2009 | Shannon szivárványa                         | Shannon’s Rainbow                             | Jessica            |                 |
| 2009 | Kígyók a mélyben                            | Silent Venom                                  | Dr. Andrea Swanson | Sallai Nóra     |
| 2009 | Végső állomás 4.                            | The Final Destination                         | Samantha Lane      | Csondor Kata    |
| 2010 |                                             | Black Widow                                   | Jennifer           |                 |
| 2012 |                                             | Little Women, Big Cars                        | Doro               |                 |
| 2012 | Little Women, Big Cars 2                    |                                               | Doro               |                 |
| 2014 |                                             | Locker 13                                     | Patricia           |                 |
| 2014 |                                             | RanDumb: The Adventures of an Irish Guy in LA | Sam                |                 |
| 2014 |                                             | Fatal Instinct                                | Jen Decker         |                 |
| 2015 |                                             | Spare Change                                  | Sheila             |                 |
| 2015 | Rodeó és Júlia                              | Rodeo & Juliet                                | Karen Rogers       | Ruttkay Laura   |
| 2017 |                                             | This Is Meg                                   | Brooke             |                 |
| 2018 |                                             | Best Mom                                      | Casey Simmons      |                 |
| 2018 |                                             | Eleven Eleven                                 | Andromeda          |                 |
| 2020 |                                             | Case 347                                      | Carol              |                 |
| 2020 |                                             | Psychos & Socios                              | Dr. Adams          |                 |
| 2020 |                                             | The 420 Movie: Mary & Jane                    | Ruth               |                 |
| 2021 |                                             | Paradise Cove                                 | Joan Carr          |                 |
| 2021 |                                             | For the Hits                                  | Suzanne            |                 |
| 2021 |                                             | After Masks                                   | Diane              |                 |
| 2022 |                                             | Shadows                                       | Jewel              |                 |

### Televízió
| Év        | Magyar cím                          | Eredeti cím                      | Szerep                     | Megjegyzések                                 |
| --------- | ----------------------------------- | -------------------------------- | -------------------------- | -------------------------------------------- |
| 1995      |                                     | Deadly Games                     | Mrs. Fleisig               | 1 epizód                                     |
| 1995–1996 | Parti nyomozók                      | High Tide                        | Patty                      | 3 epizód                                     |
| 1995–2023 | Gazdagok és szépek                  | The Bold and the Beautiful       | Shelly                     | 307 epizód                                   |
| 1995–2023 | Gazdagok és szépek                  | The Bold and the Beautiful       | Dr. Taylor Hayes           | 307 epizód                                   |
| 1996      | Drága testek                        | Silk Stalkings                   | Shelby Kelman              | 1 epizód                                     |
| 1996      | Halálbiztos diagnózis               | Diagnosis Murder                 | Page Tanner                | 1 epizód                                     |
| 1996      | Egy rém rendes család               | Married… with Children           | Crystal Clark              | 1 epizód                                     |
| 1996      |                                     | Weird Science                    | Annabel                    | 1 epizód                                     |
| 1996      | Csalánba nem üt a mennykő           | Rolling Thunder                  | Michelle                   | tévéfilm                                     |
| 1996–1999 | Pacific Blue                        | Pacific Blue                     | Theresa Vanoni             | 2 epizód                                     |
| 1996–1999 | Pacific Blue                        | Pacific Blue                     | Ann Fairchild              | 2 epizód                                     |
| 1996–1999 | Ármány és szenvedély                | Days of Our Lives                | Billie Reed                | 412 epizód                                   |
| 1999      | Avalon: A mélytenger foglyai        | Avalon: Beyond the Abyss         | Dr. Katherine 'K' Harrison | tévéfilm                                     |
| 2000      | X-akták                             | The X-Files                      | Jade Blue Afterglow        | 1 epizód                                     |
| 2000      | X-akták                             | The X-Files                      | Maitreya                   | 1 epizód                                     |
| 2000      | Országutak őrangyala                | 18 Wheels of Justice             | Jessica Macy               | 1 epizód                                     |
| 2000-2001 | CSI: A helyszínelők                 | CSI: Crime Scene Investigation   | Kristy Hopkins             | 3 epizód                                     |
| 2000-2001 | Baywatch                            | Baywatch                         | Jenna Avid                 | 26 epizód                                    |
| 2001      | Arliss                              | Arli$$                           | Krista                     | 1 epizód                                     |
| 2001      | Kerge város                         | Spin City                        | Jesse                      | 1 epizód                                     |
| 2001      | Bűbájos boszorkák                   | Charmed                          | Orákulum                   | 3 epizód                                     |
| 2001      |                                     | Inside Schwartz                  | Kelsie Anders              | 1 epizód                                     |
| 2001      | A kocka fordul egyet                | Face Value                       | Syd Deshaye                | tévéfilm                                     |
| 2002      | Jóbarátok                           | Friends                          | Mable                      | 1 epizód                                     |
| 2002      |                                     | Glory Days                       | Melanie Stark              | 1 epizód                                     |
| 2002      | X csapat                            | Mutant X                         | Lorna Templeton            | 1 epizód                                     |
| 2002      | Smallville                          | Smallville                       | Desiree Atkins             | 1 epizód                                     |
| 2003      | Fastlane – Halálos iramban          | Fastlane                         | Skyler Kase                | 2 epizód                                     |
| 2003      | Androméda                           | Andromeda                        | A hercegnő                 | 1 epizód                                     |
| 2003      | Divatalnokok                        | Just Shoot Me!                   | Mary Elizabeth             | 1 epizód                                     |
| 2003      | Frasier – A dumagép                 | Frasier                          | Liz Wright                 | 1 epizód                                     |
| 2003      | Két pasi – meg egy kicsi            | Two and a Half Men               | Olivia Pearson             | 1 epizód                                     |
| 2003      |                                     | The Lyon's Den                   | Gloria                     | 2 epizód                                     |
| 2004      |                                     | I'm with Her                     | Jennifer                   | 1 epizód                                     |
| 2005      | Monk – A flúgos nyomozó             | Monk                             | Teresa Telenko             | 1 epizód                                     |
| 2005      |                                     | Jake in Progress                 | Lisa                       | 1 epizód                                     |
| 2005      |                                     | Head Cases                       | Laurie Payne               | 2 epizód                                     |
| 2006      |                                     | Freddie                          | Kaitlyn                    | 1 epizód                                     |
| 2006      |                                     | Out of Practice                  | Kathy Kelly                | 1 epizód                                     |
| 2006–2007 | Miért pont Brian?                   | What About Brian                 | Bridget Keller             | 11 epizód                                    |
| 2008      | Divatdiktátorok                     | Cashmere Mafia                   | Victoria                   | 1 epizód                                     |
| 2008      | Álomgyári feleség                   | The Starter Wife                 | Eve                        | 4 epizód                                     |
| 2009      | Édes, drága titkaink                | Dirty Sexy Money                 | Dana Whatley               | 2 epizód                                     |
| 2009      | Világvándor                         | The Philanthropist               | Julia Rist                 | 3 epizód                                     |
| 2010      | Derült égből család                 | Life Unexpected                  | Candace Carter             | 1 epizód                                     |
| 2010      | Jesse Stone: A maffiafőnök nyomában | Jesse Stone: No Remorse          | Cissy Hathaway             | - tévéfilm - magyar hangja: - Németh Kriszta |
| 2011      |                                     | The Protector                    | Miss Monroe                | 1 epizód                                     |
| 2011      | Zűrös szerelmek                     | Love Bites                       | Janine                     | 1 epizód                                     |
| 2012      | Észlelés                            | Perception                       | Allison Bannister          | 1 epizód                                     |
| 2012      | L.A. Complex – Hollywoodi álmok     | The L.A. Complex                 | Jennider Bell              | 7 epizód                                     |
| 2013      | Egy kapcsolat szabályai             | Rules of Engagement              | Heidi                      | 1 epizód                                     |
| 2013      | Melissa és Joey                     | Melissa & Joey                   | Candice                    | 1 epizód                                     |
| 2014      | Hawaii Five-0                       | Hawaii Five-0                    | Nani Kahanu                | 1 epizód                                     |
| 2014      | Zűrös viszonyok                     | Mistresses                       | Janine Winterbaum          | 2 epizód                                     |
| 2014      | Castle                              | Castle                           | Naomi Duvray               | 1 epizód                                     |
| 2015      | Azanyját!                           | Significant Mother               | Lydia Marlowe              | 9 epizód                                     |
| 2017      | Modern család                       | Modern Family                    | légikísérő                 | 1 epizód                                     |
| 2018      | Egy anya bosszúja                   | Party Mom                        | Jackie                     | tévéfilm                                     |
| 2018      |                                     | Almost Perfect                   | Ruth Kelly                 | tévéfilm                                     |
| 2019      |                                     | I Almost Married a Serial Killer | Camille                    | tévéfilm                                     |
| 2020      |                                     | The Wrong Stepfather             | Mrs. Woodley               | tévéfilm                                     |
| 2021      |                                     | The Wrong Mr. Right              | Tracy                      | tévéfilm                                     |
| 2021      | 911 L.A.                            | 9-1-1                            | Meegan                     | 1 epizód                                     |